# La Berthenoux
La Berthenoux is een gemeente in het Franse departement Indre (regio Centre-Val de Loire) en telt 492 inwoners (2004). De plaats maakt deel uit van het arrondissement La Châtre.

## Geografie
De oppervlakte van La Berthenoux bedraagt 38,9 km², de bevolkingsdichtheid is 12,6 inwoners per km².
De onderstaande kaart toont de ligging van La Berthenoux met de belangrijkste infrastructuur en aangrenzende gemeenten.

## Demografie
Onderstaande figuur toont het verloop van het inwonertal (bron: INSEE-tellingen).